# Guam aux Jeux olympiques d'été de 2012
Guam participe aux Jeux olympiques d'été de 2012 à Londres. Il s'agit de sa 7e participation aux Jeux olympiques d'été, auxquels le pays n'a toutefois jamais remporté de médaille.
Guam est représenté par huit athlètes, dans cinq disciplines sportives : athlétisme, judo, natation, lutte et cyclisme.
Le Comité National Olympique de Guam a été officiellement reconnu le 25 novembre 1987, après une campagne de six ans. La première apparition de Guam a eu lieu aux Jeux olympiques d'hiver de 1988 , leurs premiers Jeux olympiques d'été ont immédiatement suivi lors des Jeux suivants. Ils ont envoyé leur plus grande délégation aux Jeux olympiques d'été de 1992, avec 22 athlètes. Guam n'a pas encore remporté de médaille olympique.

## Athlétisme
Légende
- Note : le rang attribué pour les courses correspond au classement de l'athlète dans sa série uniquement.
- Q = Qualifié pour le tour suivant
- q = Qualifié au temps pour le tour suivant (pour les courses) ou qualifié sans avoir atteint le minima requis (lors des concours)
- NR = Record national
- N/A = Tour non-disputé pour cette épreuve

Hommes
| Athlète       | Épreuve | Séries        | Séries | Demi-finales | Demi-finales | Finale       | Finale       |
| Athlète       | Épreuve | Résultat      | Rang   | Résultat     | Rang         | Résultat     | Rang         |
| ------------- | ------- | ------------- | ------ | ------------ | ------------ | ------------ | ------------ |
| Derek Mandell | 800 m   | 1 min 58 s 94 | 7      | Pas qualifié | Pas qualifié | Pas qualifié | Pas qualifié |

Femmes
| Athlète      | Épreuve | Séries           | Séries | Demi-finales  | Demi-finales  | Finale        | Finale        |
| Athlète      | Épreuve | Résultat         | Rang   | Résultat      | Rang          | Résultat      | Rang          |
| ------------ | ------- | ---------------- | ------ | ------------- | ------------- | ------------- | ------------- |
| Amy Atkinson | 800 m   | 2 min 18 s 53 NR | 5      | Pas qualifiée | Pas qualifiée | Pas qualifiée | Pas qualifiée |

## Cyclisme

### VTT

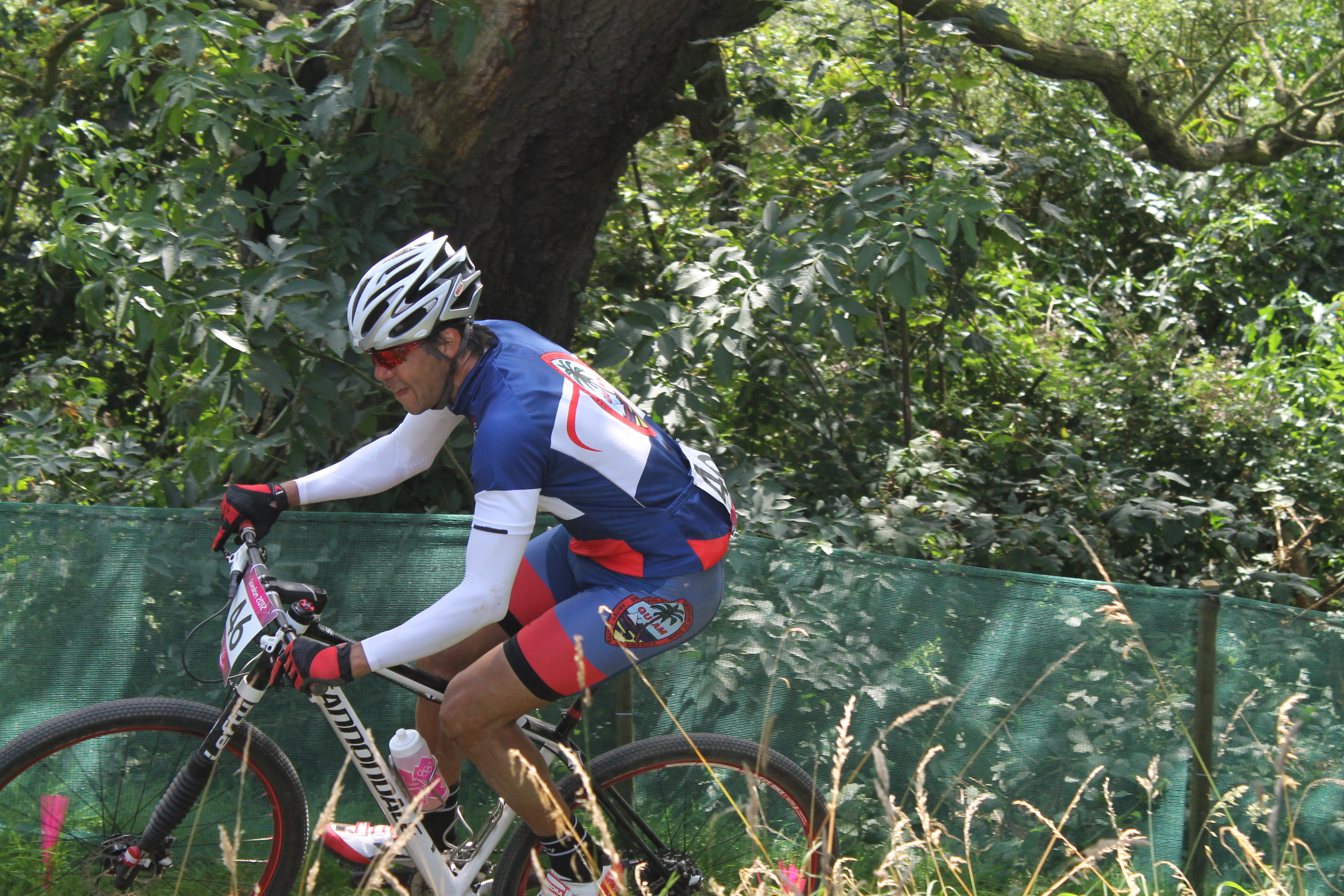
Derek Horton

| Athlète      | Compétition              | Temps         | Rang |
| ------------ | ------------------------ | ------------- | ---- |
| Derek Horton | Cross-country VTT hommes | Tour (1 tour) | 42   |

## Judo
Ricardo Blas Jr : plus de 100 kg hommes.
| Athlète         | Compétition           | 1/16 de finale        | 1/8 de finale          | Quarts de finale    | Demi-finales        | Repêchage 1         | Repêchage 2         | Finale              | Finale       |
| Athlète         | Compétition           | Adversaire Résultat   | Adversaire Résultat    | Adversaire Résultat | Adversaire Résultat | Adversaire Résultat | Adversaire Résultat | Adversaire Résultat | Rang         |
| --------------- | --------------------- | --------------------- | ---------------------- | ------------------- | ------------------- | ------------------- | ------------------- | ------------------- | ------------ |
| Ricardo Blas Jr | Plus de 100 kg hommes | Keita Gagne 0101–0002 | Brayson Perd 0001–0100 | Pas qualifié        | Pas qualifié        | Pas qualifié        | Pas qualifié        | Pas qualifié        | Pas qualifié |

## Lutte
| PO | Décision aux points – le perdant n'a pas réussi à inscrire des points de technique |
| PP | Décision aux points – le perdant a réussi à inscrire des points de technique       |
| VT | Victoire par tombé                                                                 |

Lutte libre femmes
| Athlète    | Compétition | Qualification        | Premier tour        | Quarts de finale    | Demi-finales        | Repêchage 1         | Repêchage 2         | Final               | Final         |
| Athlète    | Compétition | Adversaire Résultat  | Adversaire Résultat | Adversaire Résultat | Adversaire Résultat | Adversaire Résultat | Adversaire Résultat | Adversaire Résultat | Rang          |
| ---------- | ----------- | -------------------- | ------------------- | ------------------- | ------------------- | ------------------- | ------------------- | ------------------- | ------------- |
| Maria Dunn | -63 kg      | Volosova Perd 0–3 VT | Pas qualifiée       | Pas qualifiée       | Pas qualifiée       | Pas qualifiée       | Pas qualifiée       | Pas qualifiée       | Pas qualifiée |

## Natation
Hommes
| Athlète            | Compétition      | Séries  | Séries | Demi-finales  | Demi-finales  | Finale            | Finale        |
| Athlète            | Compétition      | Temps   | Rang   | Temps         | Rang          | Temps             | Rang          |
| ------------------ | ---------------- | ------- | ------ | ------------- | ------------- | ----------------- | ------------- |
| Christopher Duenas | 100 m nage libre | 53 s 37 | 44     | Pas qualifiée | Pas qualifiée | Pas qualifiée     | Pas qualifiée |
| Benjamin Schulte   | 10 km            | NC      | NC     | NC            | NC            | 2 h 03 min 35 s 1 | 25            |

Femmes
| Athlète       | Compétition  | Séries        | Séries | Demi-finales  | Demi-finales  | Finale        | Finale        |
| Athlète       | Compétition  | Temps         | Rang   | Temps         | Rang          | Temps         | Rang          |
| ------------- | ------------ | ------------- | ------ | ------------- | ------------- | ------------- | ------------- |
| Pilar Shimizu | 100 m brasse | 1 min 15 s 76 | 42     | Pas qualifiée | Pas qualifiée | Pas qualifiée | Pas qualifiée |